# Vườn quốc gia Taean Haean
Vườn quốc gia Taean Haean (tiếng Triều Tiên: 태안해안 국립공원, Hanja: 泰安海岸國立公園) là một vườn quốc gia ở huyện Taean, tỉnh Chungcheong Nam của Hàn Quốc. Vườn quốc gia này được lập năm 1978. Vườn quốc gia này có diện tích 326,57 km² đất. Có khoảng 130 hòn đảo trong khu vực vườn quốc gia này. Khu vực này là nơi sinh sống của 250 loài thực vật. Ở đây có 29 bãi biển lớn nhỏ dọc theo 430 km bờ biển. Vườn quốc gia Taean Haen bảo vệ hệ sinh thái biển của khu vực. Đây là nơi thu hút khách du lịch với khoảng 1 triệu khách mỗi năm, chủ yếu vào mùa hè.